# Gabinete de Segurança Institucional da Presidência da República
| Gabinete de Segurança Institucional GSI/PR                                            |                                                                 |
| Praça dos Três Poderes, Palácio do Planalto, Anexo II - Brasília www.gov.br/gsi/pt-br |                                                                 |
| Criação                                                                               | 01 de novembro de 1930 (94 anos) 12 de maio de 2016 (recriação) |
| Atual ministro-chefe                                                                  | Marcos Antonio Amaro dos Santos                                 |

Gabinete de Segurança Institucional da Presidência da República (GSI/PR) é o órgão do governo brasileiro responsável pela assistência direta e imediata ao Presidente da República no assessoramento pessoal em assuntos militares e de segurança.
O atual ministro-chefe ou ministro de estado chefe do GSI/PR é Marcos Antonio Amaro dos Santos 

## Histórico
A existência de um órgão incumbido da segurança institucional é antiga na história brasileira:
- 1930–1934: Estado-Maior do Governo Provisório
- 1934–1938: Estado-Maior do Governo
- 1938–1992: Gabinete Militar
- 1992–1999: Casa Militar
- 1999–2015: Gabinete de Segurança Institucional
- 2015–2016: Casa Militar [2]
- 2016–atual: Gabinete de Segurança Institucional

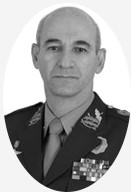
General Marcos Amaro, ministro-chefe do Gabinete de Segurança Institucional.

A denominação atual foi adotada a partir da medida provisória (MP) nº 1.911-10, de 24 de setembro de 1999, do então presidente Fernando Henrique Cardoso.
Em outubro de 2015, no fim do Governo de Dilma Rousseff, o GSI foi transformado em casa militar,  um rebaixamento pois perdeu status de ministério, passando a estar subordinado à Secretaria do Governo (uma secretaria com status de ministério), resultado da fusão entre a Relações Institucionais, Micro e Pequena Empresa e Secretaria-Geral (SGPR).
Durante o Governo Michel Temer, o GSI/PR foi recriado, já que havia sido transformado em Casa Militar, deixando também de estar subordinado a SGPR.

## Heráldica

Estandarte institucional com o brasão heráldico no centro.

Num escudo redondo, constituído de campo azul-celeste, na cor do firmamento, contém uma bordadura do campo perfilada de ouro, carregada de vinte e sete estrelas, correspondentes aos vinte e seis estados e ao Distrito Federal.
No centro do campo de ouro, símbolo de riqueza, poder e autoridade, a silhueta de Atena, da mitologia grega, deusa da civilização, da sabedoria, da estratégia em batalha, das artes, da justiça e da habilidade. Filha partenogênica de Zeus, nascendo de sua cabeça plenamente armada. Foi uma das deusas mais representativas na arte grega e sua simbologia exerceu profunda influência sobre o pensamento grego.
O todo brocante sobre uma espada em pala, representativa de ter sido imbatível na guerra, com lâmina e empunhada de prata, guardas de blau, salvo a parte do centro, que é de sinopla e contendo uma estrela de prata. Figurará sobre uma coroa formada de um ramo de café frutificado, à destra, e do outro de fumo florido, à sinistra, ambos da própria cor e tornando presente a economia desde à época da Proclamação da República. Em listel de blau, brocante sobre o punho da espada, inscrever-se-á, em ouro, a legenda "Gabinete de Segurança Institucional da Presidência da República".

## Natureza e competência
A natureza e competência do Gabinete (Lei 13844/2019):
I - assistir diretamente o Presidente da República no desempenho de suas atribuições, especialmente quanto a assuntos militares e de segurança

II - analisar e acompanhar questões com potencial de risco, prevenir a ocorrência de crises e articular seu gerenciamento, em caso de grave e iminente ameaça à estabilidade institucional

III - coordenar as atividades de inteligência federal

IV - coordenar as atividades de segurança da informação e das comunicações

V - planejar, coordenar e supervisionar a atividade de segurança da informação no âmbito da administração pública federal, nela incluídos a segurança cibernética, a gestão de incidentes computacionais, a proteção de dados, o credenciamento de segurança e o tratamento de informações sigilosas

VI - zelar, assegurado o exercício do poder de polícia, pela segurança:

a) segurança pessoal do Presidente da República e do Vice-Presidente da República

b) segurança pessoal dos familiares do Presidente da República e do Vice-Presidente da República

c) segurança dos palácios presidenciais e das residências do Presidente da República e do Vice-Presidente da República

d) quando determinado pelo Presidente da República, zelar pela segurança pessoal dos titulares dos órgãos a seguir e, excecionalmente, de outras autoridades federais:

1. Ministro da Casa Civil

2. Ministro da Secretaria de Governo

3. Ministro da Secretaria-Geral

4. Ministro do Gabinete Pessoal do Presidente da República

5. Ministro do Gabinete de Segurança Institucional

VII - coordenar as atividades do Sistema de Proteção ao Programa Nuclear Brasileiro como seu órgão central

VIII - planejar e coordenar:

a) os eventos no País em que haja a presença do Presidente da República, em articulação com o Gabinete Pessoal do Presidente da República, e no exterior, em articulação com o Ministério das Relações Exteriores

b) os deslocamentos presidenciais no País e no exterior, nesta última hipótese, em articulação com o Ministério das Relações Exteriores

IX - realizar o acompanhamento de questões referentes ao setor espacial brasileiro

X - realizar o acompanhamento de assuntos pertinentes ao terrorismo e às ações destinadas à sua prevenção e à sua neutralização e intercambiar subsídios para a avaliação de risco de ameaça terrorista

XI - realizar o acompanhamento de assuntos pertinentes às infraestruturas críticas, com prioridade aos que se referem à avaliação de riscos